# Ibn Rushd (studieförbund)
Ibn Rushd var ett svenskt studieförbund grundat 2001 och nedlagt 2024 på initiativ av Islamiska förbundet i Sverige.  En stor del av verksamheten bedrevs inom ämnesområdena arabiska språket och religionsstudier, främst islam. Mellan 2008 och 2024 fick förbundet statliga bidrag via Folkbildningsrådet (FBR); något som varit föremål för intensiv debatt bland annat på grund av förbundets påstådda kopplingar till Muslimska brödraskapet.
I en granskning 2023 fann FBR att studiematerial som var oförenligt med bidragsvillkoren använts i viss verksamhet. Ibn Rushd förpliktigades att återbetala 146 900 kr (vilket motsvarande den aktuella verksamheten) av statsbidragen som totalt uppgick till cirka 29 miljoner kronor. Flera kommuner och regioner drog in sina ekonomiska stöd till förbundet efter granskningen.
Studieförbundet avvecklar verksamheten från och med 2025 till följd av att FBR aviserat att förbundet förlorar sitt statsbidrag. Rådet motiverade sitt avslag med att förbundet saknade förutsättningar att med erforderlig kvalitet leva upp till statens syfte med bidraget.

## Förbundets namn
Studieförbundets namn är inspirerat av filosofen Ibn Rushd, ابن رشد, känd i Västvärlden som Averroës (1126–1198) som var verksam i Al-Andalus, dagens Spanien och Portugal som då var underställda Kalifatet Córdoba.

## Syfte och verksamhet
Ibn Rushd anordnade studiecirklar, seminarier och kulturarrangemang, ofta tillsammans med sina medlemsorganisationer. Verksamheterna var öppna för alla.
En kommunjämförelse utförd av Internationella Handelshögskolan i Jönköping (JIBS) visar på flera samband mellan deltagande i Ibn Rushd och kommunernas olika socioekonomiska profiler. Ju större boendesegregationen bland utrikes födda är, ju kortare tid arbetskraften utbildats och ju större andelen som är född i andra länder än USA eller inom länder tillhörande EU är, desto högre är deltagandet i Ibn Rushd. Något liknande samband står inte att finna mellan dessa kommunfaktorer och de andra studieförbunden. Utifrån ovan nämnda faktorer visar jämförelsen också att Ibn Rushds deltagare har en disponibel inkomst som är cirka 43 procent lägre än deltagare i övriga studieförbund. År 2014 var andelen av studieförbundets utrikes födda cirkeldeltagare 78 procent.
Ibn Rushds vision är att "muslimer ska vara en självklar del av Sverige". Det förklarar man som att en person "ska kunna vara praktiserande muslim och aktiv i det svenska samhället på samma gång". Av förbundets idéplattform framgår att studieförbundets uppdrag är att:
- Stärka och utveckla demokratin inom den muslimska folkrörelsen och bidra till att fullborda den svenska demokratin genom delaktighet, organisering och påverkan.
- Med folkbildning som verktyg göra det möjligt för människor att enskilt och i grupp utvecklas, stärkas i sin identitet och engagera sig i samhällsutvecklingen.
- Skapa större förståelse, respekt och tolerans människor emellan, detta genom kultur- och kunskapsinsatser.

Enligt FBR är förbundets dominerande utbildningsområde humaniora med underämnet "annan utbildning i religion". Detta ämne svarar för 41 procent av förbundets utbildningstimmar vilket skiljer Ibn Rushd från andra studieförbund där musik är det dominerande området.
Ett av Ibn Rushds första projekt var Att främja islamisk fredskultur som 2006–2008 bedrevs med statsbidrag från Allmänna arvsfonden tillsammans med studieförbundet Sensus.
Sedan februari 2020 har Ibn Rushd ett formellt samarbete med Amanah, en organisation som arbetar för att motverka antisemitism och islamofobi i Sverige.

## Folkbildningsverksamheten
Ibn Rushd bedriver som alla studieförbund studiecirklar, kulturprogram och annan folkbildningsverksamhet. Merparten av verksamheten utgjordes 2021 av studiecirklar. De vanligare verksamheterna var:
- Kultur - vilket främst utgjordes av språkkurser i huvudsakligen arabiska och svenska, men också andra språk
- Demokrati - verksamhet som fokuserar på samhällskunskap, integration och utanförskap samt ledarskapsutveckling
- Livsåskådning - vilket främst utgjordes av folkbildning om islam och att stärka den svenska muslimska identiteten

I utbudet ingick även till exempel  matlagningskultur, naturvetenskap och digital tillgänglighet.

### Arabiska bokmässan
Arabiska bokmässan var ett årligt återkommande kulturarrangemang som arrangerades samt finansierades av Ibn Rushd åren 2017-2019 i Malmö. En grupp kultur- och litteraturintresserade nyanlända tog initiativet till den och syftet var att uppmuntra till läsning och att ta del av  samhällets kulturarv. Tanken var också att stärka ömsesidig förståelse och skapa en bro mellan svensk och arabisk kultur. Programmet har innehållit bland annat poesiuppläsning, högläsning för barn, författarsamtal och dockteater. Seminarierna har främst fokuserat på migration och identitetsskapande. Antalet deltagare uppskattades  cirka 7 500 år 2017 och 3 000 deltagare år 2018.
År 2019 stöddes Arabiska bokmässan av Region Skåne och Kulturrådet. Den drevs tillsammans med Skånska akademien och i samarbete med biblioteken i Malmö. Efter 2019 arrangerades arabiska bokmässan av en separat förening och inte längre av Ibn Rushd.
2020 bröt Malmö stad samarbetet med bokmässan efter att det uppmärksammats att mässans hemsida länkade till antisemitisk litteratur.

### Firanden av Eid al-Fitr
Ibn Rushd står, enligt dem själva, som arrangör till Sveriges största, publika firanden av den muslimska högtiden Eid al-Fitr. I Malmö är Ibn Rushd distrikt Södra huvudarrangör till landets största Eidfest i Folkets park på Möllevången. Även i Hågelbyparken i Botkyrka anordnar Ibn Rushd årligen ett stort Eidfirande.
I samband med Eid al-Fitr 2020 arrangerade Ibn Rushd ett digitalt firande i form av en tv-sändning med Sarah Ameziane och Melody Farshin som programledare, eftersom Coronapandemin satte stopp för offentliga evenemang.
2023 uppstod en konflikt mellan Malmö stad och Ibn Rushd. Då studieförbundet ansåg att kommunens bidrag till eid-firandet inte var stort nog skickade en av deras medarbetare ett mail till kommunen och hotade med att det skulle kunna bli kravaller om festivalen uteblev. Malmö stad valde att polisanmäla hotet.

### Muslimska familjedagarna
Den årliga konferensen/mässan Muslimska familjedagarna var en av Ibn Rushds centrala aktiviteter som arrangerades tillsammans med Sveriges unga muslimer (SUM) och Islamiska förbundet i Sverige (IFiS). Ursprungligen organiserades familjedagarna i Sveriges unga muslimers regi som "SUM-konferensen" i början av 1990-talet. Islamiska förbundet i Sverige (I FiS) hade samtidigt sedan början av 1980-talet en årlig konferens och arrangemangen slogs sedan ihop. Enligt Ibn Rushd hade Muslimska familjedagarna tusentals besökare och programpunkterna genomfördes på många språk.
Det första samarrangemanget mellan de tre förbunden/föreningarna ägde rum 2013. Muslimska familjedagarna upphörde 2018, enligt Ibn Rushd av finansiella skäl.

### ALFA – Svenska för alla
Det nationella projektet "ALFA – Svenska för alla" syftar till att bidra till en bra start för asylsökande som saknar grundläggande läs- och skrivkunnighet. Projektet pågick från september 2019 till december 2020 och finansierades med statsbidrag från Länsstyrelserna inom ramen för det som kallas "Tidiga insatser för asylsökande" (TIA). Ibn Rushd stod som projektägare till projektet som var ett samarbete mellan sex studieförbund: ABF, Bilda, Ibn Rushd, Medborgarskolan, Sensus och Studiefrämjandet.

### Mänskliga rättighetsdagarna
Ibn Rushd är sedan 2015 en av arrangörerna till Mänskliga rättighetsdagarna. Konferensen äger rum årligen i olika städer för att bidra till utvecklingen av mänskliga rättigheter i Sverige och internationellt. Ekonomisk och juridisk huvudman är Föreningen Ordfront och övriga arrangörer är (2021) Amnesty, DemokratiAkademin, Diakonia, Fonden för mänskliga rättigheter, Samhällsvetenskapliga fakulteten vid Göteborgs universitet, Sensus studieförbund och Svenska kyrkan.

## Organisation

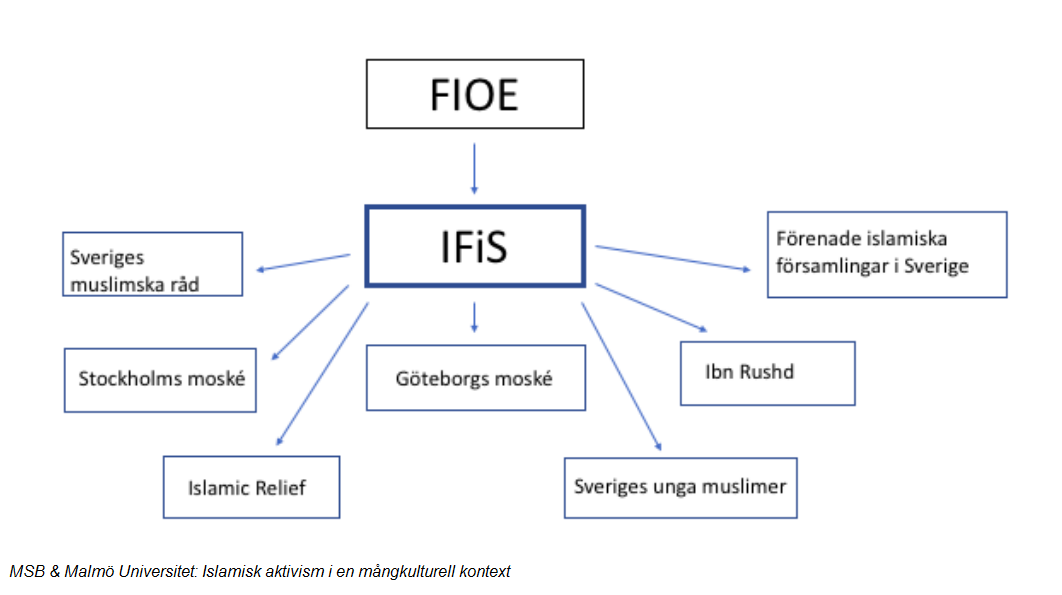
Ibn Rushd är en del av de islamiska organisationerna i FIOE-IFiS nätverket.

Förbundsstämman utgjorde det högsta beslutande organet inom Ibn Rushd. Vid förbundsstämman utsågs både förbundsstyrelsen och förbundsordföranden. Den högsta verkställande tjänstemannen inom organisationen var förbundsrektorn. Ibn Rushd var organiserat med förtroendevalda styrelser på både nationell och regional nivå. Förutom den nationella styrelsen fanns även  distriktsstyrelser. På nationell nivå var organisationen ansluten till  medlemsorganisationer, varav majoriteten hade muslimsk inriktning.
Ibn Rushd är indelat i sex distrikt: Norra, Mitt, Östra, Västra, Södra samt Stockholm-Uppsala (SU). År 2018 hade Ibn Rushd 16 lokala kontor och 89 anställda, varav 45 kvinnor.

### Förbundsstyrelsen
Förbundets ordförande väljs för en period om två år. Dess första ordförande var Temmam Asbai som hade posten 2005 till 2011. Åtminstone 2014–2017 var Helena Hummasten dess ordförande. Hon efterträddes 2017 av Zana Muhammad som verkat inom förbundet sedan 2008. Han lämnade sin post 2017 till förmån för Zainab Marrakchi. Hon hade då suttit tio år i styrelsen varav sex som viceordförande.

### Medlemsorganisationer
Ibn Rushd hade fyra nationella medlemsorganisationer 2024. Dessa är:
- Islamiska Förbundet i Sverige (IFiS)
- Eritreanskt Kulturforum
- Islamic Relief
- Förenade Islamiska Föreningar i Sverige (FIFS)

Tidigare var även Islamiska Shiasamfunden i Sverige (ISS) en av medlemmarna.

## Finansiering
Den största delen av förbundets intäkter består av offentliga bidrag. Intäkter i form av deltagar- och försäljningsintäkter samt övriga intäkter var små under förbundets första 11 år. Detta betraktades som en sårbarhet främst på grund av det "inbördes beroendet mellan de olika offentliga finansiärernas anslagsbeslut".

### Medlemsintäkter
År 2015 saknades medlemsintäkter, men dessa ökade året därpå till 12 000 kr. Medlemsintäkterna 2017 uppgick till 15 000 kronor.

### Offentliga bidrag
Statliga bidrag har lämnats till förbundet sedan 2005. De blev berättigade till statligt bidrag som studieförbund 2008. Dessförinnan kunde de, liksom Kulturens bildningsförbund, verka genom ett samarbetsavtal med Sensus studieförbund.
Under Ibn Rushds infasningsperioden fördelades bidrag till förbundet enligt en särskild ordning. År 2010 tilldelades förbundet 13,3 miljoner kronor i statligt generellt bidrag (grundbidrag). Detta kan jämföras med de knappt 971 miljoner kronor som delades ut i generellt bidrag fördelat på samtliga studieförbund. De generella bidragen från FBR uppgick 2015 till knappt 18 miljoner. FBR höjde bidraget till Ibn Rushd 2016 till knappt 24 miljoner kronor. Dessutom erhöll förbundet 5,8 miljoner kronor från FBR i särskilda bidrag. Även 2017 höjde FBR bidragen till Ibn Rushd, nu till knappt 27 miljoner. Dessutom erhöll de 3,3 miljoner i särskilda bidrag.
År 2019 erhöll förbundet ett statsbidrag på cirka 23 miljoner kronor från FBR. Samma år beslutade den politiska majoriteten (M, SD, KD och L) i Hässleholms kommun att avbryta finansieringen av Ibn Rushd. Studieförbundet fick åtminstone 2019 bidrag från Skellefteå kommun, trots att de inte bedrev verksamhet där.
Åtminstone 2020 fick Ibn Rushd bidrag av Västerås kommun. Samma år drog Göteborgs stad in finansieringen av Ibn Rushd med 1,8 miljoner kronor i skattemedel efter att resursnämnden kritiserats för att ha brustit i granskningen av studieförbundets 22 medlemsföreningar och samarbetspartners. Dessutom fick Ibn Rushd cirka 800 000 kronor i bidrag (basstöd och grundstöd) av Malmö kommun samt 200 000 kronor i bidrag för att arrangera Eid al-Fitr, högtiden som avslutar fastemånaden Ramadan. Enligt Katrin Stjernfeldt Jammeh (S) syftade bidraget till att stödja en kulturyttring, inte att stödja en religiös aktivitet.
I februari 2021 nekades Ibn Rushds ansökan om nästan en miljon kronor av socialnämnd Centrum i Göteborgs kommun. Ibn Rushd bedömde att de kunde fortsätta utan kommunala skattemedel men att det skulle påverka deras verksamhet. Kammarrätten fastslog i april samma år att Göteborgs stad agerat fel när de hemligstämplade den externa utredning gjord av KPMG som låg till grund för beslutet att neka ekonomiskt stöd så att Ibn Rushd inte fick ta del av och kommentera den innan beslut fattades.
År 2022 mottog Ibn Rushd cirka 29 miljoner kronor från FBR. I april 2023 beslöt de rödgröna partierna i Göteborg att Ibn Rushd skulle återfå ett bidrag på 1,1 miljoner för innevarande år. Det statliga stödet uppgick till cirka 25 miljoner 2024. Samma år beslutade Kulturnämnden i Stockholms stad att bevilja Ibn Rushds distrikt Gotland–Stockholm–Uppsala stöd om 1,3 miljoner kronor per år fram till 2026.
År 2018 uppmärksammade Expressen att Malmö kommun hade gett bidrag till Milli Görus-rörelsens gren i Malmö,  Isvec Milli Görus Teskilatlari och framförde tesen att föreningen var antisemitisk och extrem. I sammanhanget nämndes att även Ibn Rushd gett föreningen bidrag. Studieförbundet meddelade med anledning av detta att "En förening som sprider hat, hot och hetsar mot olika folkgrupper bryter mot våra grundläggande värderingar och är inte välkommen hos oss"
Ibn Rushd var berättigade till statligt stöd genom FBR fram till 2024.

## Granskning och kritik
Ibn Rushd var utsatt för omfattande kritisk granskning i offentligheten.
I När tilliten prövas : En studie av Studieförbundet Inn Rushds samhällsbidrag som skrivits av Erik Amnå, professor i statsvetenskap, framgår att kritiken "har sin upprinnelse i olika källor. Den innehållsliga tyngden i argumenten skiftar. Gemensamt för kritiken är ett ihärdigt ifrågasättande, både av studieförbundets demokratiska legitimitet och dess statliga auktorisation och finansiering". FBR, som årligen följer upp studieförbundens verksamhet, skriver att: "Folkbildningsrådets uppföljning visar att samtliga studieförbund är demokratiskt styrda. I stadgar och idédokument lyfter alla studieförbund frågor om demokratiska värderingar och demokratisk hållning. Samtliga studieförbund bedriver även ett systematiskt kvalitetsarbete, med rutiner för intern uppföljning och kontroll."
Samtidigt pekar rapporten på ett antal områden som Ibn Rushd behöver utveckla. Man konstaterar att "Ibn Rushd ibland gjort folkbildningsmässiga övertramp" och att Ibn Rushd "utgör ett folkbildningsprojekt i behov av fortsatt utveckling". Brister som pekas ut är att studieförbundet undvikit "vissa ämnen som till exempel anti-semitism och homofobi, och att makten över verksamheten är begränsad till ett mindre mansdominerat nätverk". Maktkoncentrationen lyftes även särskilt fram av tidigare anställda och i samtal återkom tidigare anställda till påståenden om att ledarpositionerna fördelas och omfördelas inom en mycket snäv krets. Representationen från shiaorganisationer ansågs även ha varit obefintlig i Ibn Rushds styrelse. Amrå konstaterade dock att "kvinnor tillsätts på ledande poster på den operativa nivån men är underrepresenterade i de högst beslutande posterna är ingalunda unikt för Ibn Rushd utan speglar även ett patriarkalt präglat samhälle i stort".
Studien bidrog till att förbundet i mars 2020 lämnade in en åtgärdsplan till FBR där man beskrev hur bristerna skulle åtgärdas och hur man ville utveckla verksamheten. FBR uttryckte sig positivt kring åtgärdsplanen och bedömde i oktober 2020 att Ibn Rushd tog kritiken på stort allvar och ville fortsätta utvecklas som studieförbund.
I december 2023 konstaterade FBR efter en granskning att det i vissa delar av verksamheten förekommit studiematerial som var oförenligt med statsbidragsvillkoren och svensk lag. Ibn Rushd kritiserades också för att de lämnat motstridiga uppgifter till FBR under granskningen av ärendet. Förbundet förpliktigades därför att återbetala statsbidragen för den aktuella verksamheten och i januari 2024 redovisa en åtgärdsplan. Ibn Rush tog fram en åtgärdsplan om att förfina sina processer gällande studiematerialhantering och cirkelledarutbildningar. FBR avslutade därefter ärendet.
Flera kommuner och regioner drog in sina ekonomiska stöd till förbundet efter granskningen.

### Påstådd koppling till Muslimska brödraskapet
I forskarrapporten Muslimska Brödraskapet i Sverige, beställd 2017 av Myndigheten för samhällsskydd och beredskap (MSB), sägs Ibn Rushd vara styrt av  Muslimska brödraskapet. Påståendet har kritiserats, bland annat av Erik Amnå som i rapporten När tilliten prövas menar att Ibn Rushds kritiker har fel när de hävdar att det skulle finnas en direkt organisatorisk koppling till det Muslimska brödraskapet. Han menar dock samtidigt att flera av de organisationer som gick samman för att grunda Ibn Rushd har en tolkning av sunni-islam som är ideologiskt och teologiskt näraliggande det Muslimska brödraskapet.

### Inbjudningar av antisemitiska föreläsare
I När tilliten prövas redovisas sammanlagt 13 förseelser som uppmärksammats i anslutning till Ibn Rushds arbete under perioden 2008–2019. Alla händelser utom en handlar om att studieförbundet bjudit in föreläsare som i andra sammanhang anklagas för att ha gjort antidemokratiska uttalanden. Det handlar enligt FBR inte om att Ibn Rushd spridit antisemitism och homofobi, utan om att de måste bli ännu bättre på att motverka spridningen av det. Som exempel kan nämnas att Zaghloul El-Naggar, som i andra sammanhang spridit antisemitism, bjöds in som föreläsare till evenemang 2016 som även Ibn Rushd stod bakom. Ibn Rushd tog avstånd från El-Naggars antisemitiska och homofoba uttalanden och uppgav att "vi skulle ha satt stopp för El-Naggars medverkan om vi vetat om den." Ett annat exempel är inbjudan av den kontroversiella talaren Yvonne Ridley. Amrå kontrar dock, i samma studie:
| ” | Ska inte folkbildning vara både en kunskaps- och åsiktsbildning där deltagarna får fördjupa sina insikter, ompröva åsikter, vidga kunskaper och träna färdigheter etcetera? Inte kan väl studieförbundet ifråga garantera utfallet av dessa oförutsägbara intellektuella, kulturella och sociala projekt? Jo, men vad staten däremot kan kräva är att arrangören ser till dels att formerna är sådana att de låter alla som vill vara delaktiga och få göra sin röst hörd på jämlika villkor, dels att innehållet ger utrymme för ifrågasättanden utifrån skilda perspektiv. Att bara låta vissa komma tills tals är inte acceptabelt, oavsett om det motiveras utifrån ålder, kön, religion eller något annat. | „ |

I När tilliten prövas framför både Pierre Durrani, tidigare medlem i Muslimska Brödraskapet, och riksdagsledamoten Amineh Kakabaveh tankar om att det "det kan råda en antisemitisk kultur som i sig försvårar förhandsprövningen av gästföreläsare".
Ibn Rushd sa 2019 att man arbetar aktivt mot antisemitism, men också att arbetet behövde stärkas upp ytterligare.

### Inbjudningar av våldsbejakande föreläsare
Bilal Mizher har enligt Myndigheten för ungdoms- och civilsamhällesfrågor (MUCF) i slutna nätforum "uttryckt stöd till terrorstämplade grupper och propagerat för våldsbejakande islamism". Han bjöds in till Muslimska familjedagarna 2013 och 2014 av Ibn Rushds systerorganisation Sveriges unga muslimer (SUM).
SUM har tagit avstånd från åsikterna. I ett uttalande till förvaltningsdomstolen i Stockholm sa SUM: "Bilal Mizher har inte anlitats som föreläsare sedan 2014. Det MUCF anför om att Mizher i slutna nätforum visat att han stödjer terrorstämplade grupper och spridit propaganda för våldsbejakande extremism är inte information som SUM haft tillgång till. SUM står inte bakom hans ageranden.”

### Segregation eller integration
Ibn Rushd har kritiserats för att tillsammans med sina medlemsorganisationer motarbeta integration av muslimer i Sverige.
Den moderata riksdagsledamoten Hanif Bali framför i När tilliten prövas åsikten att Ibn Rushd arbetar för att normalisera konservativ islam där muslimer kan leva under ortodoxa och konservativa muslimska värderingar utan press att assimilera sig.
Deltagaranalysen i När tilliten prövas indikerar att Ibn Rushd "når en grupp av medborgare som skiljer sig från den genomsnittliga deltagaren i de andra studieförbundens verksamheter genom sin utländska bakgrund, kortare utbildning, lägre inkomst och svagare ställning på arbetsmarknaden. Det skapar enligt studien särskilda förutsättningar och utmaningar för Ibn Rushd som ett integrations- och etableringspolitiskt projekt".